# K/DA
K/DA — виртуальная гёрл-группа, состоящая из четырёх персонажей компьютерной игры League of Legends: Ари, Акали, Эвелинн и Кай’Сы. Каждую из участниц группы озвучивают реальные исполнительницы. Ари и Акали были озвучены участницами южнокорейской группы (G)I-DLE Миён и Соён. Эвелинн и Кай’Са были озвучены разными певицами: Мэдисон Бир и Джейрой Бёрнс. С выходом дебютного мини-альбома, ростер певиц расширился. К озвучиванию участниц в разных песнях присоединились: Беа Миллер, Ким Петрас, Wolftyla, Анника Уэлс, Алуна, Bekuh BOOM.
K/DA была разработана Riot Games, компанией, стоящей за League of Legends, Valorant и другими проектами. Группа дебютировала  на Церемонии открытия финала Чемпионата мира по League of Legends 2018 с песней «POP/STARS». Видеоклип на композицию стал вирусным. Он набрал более 100 миллионов просмотров на сервисе YouTube за первый месяц, а на октябрь 2022 года насчитывает более 500 миллионов просмотров, что делает его одним из самых просматриваемых дебютных видеоклипов среди всех K-pop групп.
В ноябре 2020 года, K/DA представили свой дебютный мини-альбом «All Out» состоящий из 5 песен, включая синглы «The Baddest» и «More». Оба сингла имеют свыше 150 миллионов прослушиваний на сервисе Spotify, а в целом релиз насчитывает более 1 миллиарда комбинированных прослушиваний. В 2022 году, сингл «Pop/Stars» получил платиновый статус от Американской ассоциации звукозаписывающих компаний за продажу более 1 миллиона копий. K/DA стали первой в истории К-Pop гёрл-группой с этим достижением.

## Концепция и создание группы
Название «K/DA» — это внутриигровой термин в League of Legends, показывающий соотношение убийств и содействий игрока к смертям. Создание K/DA было частично основано на желании разработчиков Riot Games «видеть свою компанию в будущем как полноценный музыкальный лейбл тоже». Тоа Данн, глава музыкального подразделения Riot, в интервью Variety сказал, что «[K/DA] был самым задействованным музыкальным проектом, который мы когда-либо делали».
Патрик Моралес (ответственный за музыкальный клип Pop/Stars), Джанель Хименес (ведущий дизайнер скинов K/DA) и Тоа Данн (глава музыкального подразделения Riot) были главными создателями K/DA. Хореографами были назначены Эллен Ким, Бейли Сок, Стиви Доре и Эйлин Харман. Южнокорейская женская группа 4Minute стала источником вдохновения для K/DA. Для исполнения песни «Pop/Stars» в начале была приглашена Мэдисон Бир, а затем — Джейра Бёрнс. Поскольку многие работники в Riot были поклонниками (G)I-DLE, Миён и Соён также были привлечены в проект.

## Карьера

### 2018: Появление на чемпионате мира по League of Legends с «Pop/Stars»
K/DA были представлены на Церемонии открытия Чемпионата Мира по League of Legends 2018 в Инчхоне 3 ноября 2018 года с их дебютной песней «Pop/Stars». Это двуязычная песня с влиянием корейской и американской поп-музыки. Во время церемонии Бир, Бёрнс, Миён и Соён исполнили «Pop/Stars» на сцене, в то время как персонажи, которых они озвучивали, пели и танцевали рядом с ними в дополненной реальности.
По словам Себастьена Наджанда, который сочинил «Pop/Stars», сначала была опробована полностью английская демо-версия песни, затем в песню добавили больше корейского языка. Патрик Моралес, креативный лидер музыкального клипа «Pop/Stars», сказал, что хотел, чтобы K/DA существовал «где-то между фантазией и реальностью». Команда изначально не была уверена в том, какой тип музыки будет наиболее подходящим для группы, из-за большого разнообразия в жанре поп-музыки. В конце концов они решили отказаться от милого образа в пользу чего-то «современного и острого».

### 2020: Дебютный мини-альбомAll Out
20 августа K/DA открыли официальные аккаунты в Twitter и Instagram. Одновременно c этим Riot Games представили логотип K/DA, включающее дату камбэка и название новой предрелизной песни с фразой «YOUTUBE PREMIERE 8.27.2020 12 PM PT #KDA #CALLINGALLBLADES #KDAISBACK #COMEBACK #THEBADDEST». Начиная с 24 августа, были выпущены отдельные тизеры участниц K/DA с новой рисовкой. В преддверии выхода сингла на Shazam-странице League of Legends вышла новость, что Вулфтайла и Беа Миллер озвучат Кай’Су и Эвелинн соответственно. Однако не было разъяснено, почему Бёрнс и Бир не повторили озвучивание Кай’Сы и Эвелинн
2 октября на своем официальном твиттер-аккаунте K/DA сообщили, что их дебютный мини-альбом выйдет 6 ноября под названием All Out. 28 октября состоялся релиз заглавной песни «More» с участием Мэдисон Бир, Джейры Бёрнс, Соён, Миён и китайской певицы Лекси Лю, которая озвучила, Серафину, нового чемпиона League of Legends.
6 ноября альбом вышел на Spotify, YouTube и Apple Music. Помимо заглавной песни «More» и опубликованного ещё летом сингла «The Baddest», в альбом вошли ещё три песни: «Villian» с участием Мэдисон Бир и немецкой певицы Ким Петрас, «Drum Go Dum» с участием Вулфтайлы, британской певицы Aluna и американской певицы Bekuh BOOM и «I'll Show You» с участницами корейской группы Twice: Чжихё, Наён, Сана и Чеён, а также Bekuh BOOM и американской певицы Анники Уиллс (англ. Annika Wells).

## Участники
K/DA состоит из четырёх персонажей игры League of Legends. Позиции участниц в группе были взяты с их официального сайта:
Ари (озвучивает Миён, Чжихё, Наён и Сана) — девятихвостый лисий маг и один из самых популярных персонажей в League of Legends. В K/DA Ари выступает в качестве ведущего вокалиста. По словам Миён, она начала больше узнавать о Лиге и фактически играла в эту игру за Ари, чтобы лучше понять характер персонажа.
Акали (озвучивает Соён и Чеён) — в игре ниндзя-убийца, а в K/DA Акали занимает позицию рэпера. Соён сказала, что она пыталась «чувствовать себя как Акали и двигаться, как будто я была Акали» во время захвата движений для съемок «Pop/Stars».
Эвелинн (озвучена Мэдисон Бир, Беа Миллер, Ким Петрас, Алуна и Анника Уиллс) — невидимый суккуб-убийца. В группе Эвелинн выступает в качестве ведущей вокалистки.
Кай’Са (озвучена Джейрой Бёрнс, Вулфтайлой и Bekuh BOOM) — сравнительно новый персонаж в игре. В K/DA Кай’Са занимает позицию танцора.
Участницы группы были выбраны из списка персонажей Лиги на основе того, будут ли игроки реально видеть в них «поп-звезд». По словам Патрика Моралеса, Ари была первым персонажем, выбранным для K/DA, так как она уже участвовала в музыкальном проекте Лиги ещё в 2013 году. В то время как Ари была «красивым, очаровательным лидером», Эвелинн была включена в группу, чтобы контрастировать с Ари «будучи дикой и провокационной дивой группы». Поскольку персонаж Акали всё время переделывался, Моралес решил включить её в группу, так как ему нравился «мятежный дух» персонажа. Кай’Са была добавлена в группу по рекомендации ведущего дизайнера скинов Джанель Хименес, так как ей нужен был «сильный, но молчаливый одиночка, который выражал бы себя на сцене через свои движения».

## Дискография

### Мини-альбомы
| Название | Информация об альбоме                                                     | Высшая позиция в чартах | Высшая позиция в чартах | Высшая позиция в чартах | Высшая позиция в чартах |
| Название | Информация об альбоме                                                     | FRA                     | NZ                      | US                      | US World                |
| -------- | ------------------------------------------------------------------------- | ----------------------- | ----------------------- | ----------------------- | ----------------------- |
| All Out  | - Релиз: 6 ноября 2020 - Лейбл: Riot Games - Формат: CD, digital download | 186                     | 36                      | 175                     | 5                       |

### Синглы
| Название      | Год  | Высшие позиции в чартах | Высшие позиции в чартах | Высшие позиции в чартах | Высшие позиции в чартах | Высшие позиции в чартах | Высшие позиции в чартах | Высшие позиции в чартах | Высшие позиции в чартах | Высшие позиции в чартах | Высшие позиции в чартах | Альбом  |
| Название      | Год  | KOR                     | CAN                     | FRA                     | JPN Hot                 | MLY                     | NZ                      | UK                      | UK                      | US                      | US                      | Альбом  |
| Название      | Год  | KOR                     | CAN                     | FRA                     | JPN Hot                 | MLY                     | NZ                      | UK                      | OCC                     | Dig                     | World                   | Альбом  |
| ------------- | ---- | ----------------------- | ----------------------- | ----------------------- | ----------------------- | ----------------------- | ----------------------- | ----------------------- | ----------------------- | ----------------------- | ----------------------- | ------- |
| «Pop/Stars»   | 2018 | 39                      | 30                      | 86                      | 13                      | 16                      | 6                       | 75                      | 17                      | 30                      | 1                       |         |
| «The Baddest» | 2020 | 178                     | 30                      | —                       | —                       | 16                      | 6                       | 74                      | 18                      | 28                      | 1                       | All Out |
| «More»        | 2020 | 48                      | 16                      | —                       | —                       | 18                      | 9                       | —                       | 23                      | —                       | 1                       | All Out |

### Другие песни
| Название                                             | Год  | Высшая позиция в чартах | Высшая позиция в чартах | Альбом  |
| Название                                             | Год  | NZ Hot.                 | US World                | Альбом  |
| ---------------------------------------------------- | ---- | ----------------------- | ----------------------- | ------- |
| «Villain» (с Мэдисон Бир и Ким Петрас)               | 2020 | 5                       | 21                      | All Out |
| «Drum Go Dum» (с Вулфтайлой, Bekuh Boom и Алуной)    | 2020 | 6                       | 25                      | All Out |
| «I'll Show You» (с TWICE, Bekuh Boom и Annika Wells) | 2020 | 10                      | 38                      | All Out |

## Влияние и оценки
K/DA добились значительной популярности как внутри сообщества League of Legends, так и за его пределами. Аарон Микунас для Dot Esports отметил, что «для K/DA не заняло много времени… чтобы полностью затопить фанатское сообщество игры. Участниц группы обсудили по всему Reddit, Twitter, форумам игры». «Pop/Stars» достигла 1-го места в Мировом чарте продаж цифровых песен Billboard в ноябре 2018 года, став четвёртой женской K-pop группой, сделавшей это, и только пятым женским артистом в целом. Песня разошлась тиражом в 9000 копий на своей первой неделе согласно Nielsen Music.
Музыкальное видео «Pop/Stars» получило 5 миллионов просмотров в течение 24 часов после его загрузки на YouTube, побив рекорд самого просматриваемого клипа дебютной k-pop группы, принадлежавший «La Vie en Rose» южнокорейско-японской гёрл-группы IZ*ONE. Видео продолжало набирать просмотры, получив более 13 миллионов просмотров в течение 48 часов. 2 апреля 2019 года музыкальное видео набрало 200 миллионов просмотров.
Предрелизный сингл «The Baddest», выпущенный в августе 2020 года, также занял 1 место в Мировом чарте продаж цифровых песен Billboard за август.
Стивен Асарч из Newsweek сравнил K/DA с популярной k-pop группой Blackpink. Лукас Локьер из Dazed назвал K/DA смесью Girls Generation, Little Mix и Хацунэ Мику.

## Награды и номинации
| Год  | Премия                                      | Категория                 | Результат | Ссылка |
| ---- | ------------------------------------------- | ------------------------- | --------- | ------ |
| 2019 | 17-й Annual Game Audio Network Guild Awards | Лучшая оригинальная песня | Номинация | [ 19 ] |
| 2019 | 11-й Shorty Awards                          | Лучшие в игре             | Победа    | [ 20 ] |